# Valentí Bigordà Moragas
Valentí Bigordà Moragas (Ullastrell, 1950 - Abrera, 2007) fou un sindicalista i poeta català.
Fill de pagesos, es llicencià en Teologia el 1973, però decidí fer-se obrer, en la línia aleshores molt popular dels clergues catòlics d'ideologia esquerrana que volien acostar-se al poble, fent una interpretació potser maximalista del Concili Vaticà II. A Olesa de Montserrat primer i a Abrera després, va militar activament al PSUC i al sindicat CCOO, a més del moviment cristià de base. Després d'abandonar el sacerdoci, es casà, tingué dos fills i estudià Dret i Direcció d'empreses. Va viure i treballar un temps a les illes Canàries, fins que un càncer el va fer tornar a Abrera, on va morir uns anys més tard.
Conreà l'hàbit d'escriure des de jove: diaris, quaderns de camp i poesia, gènere aquest, especialment, que li serví per deixar un sentit testimoni de la seva malaltia, ben bé fins al final. La seva poesia ha estat editada pòstumament per la seva família.